# Newness
Newness è un film del 2017 diretto da Drake Doremus.

## Trama
Martin Hallock è un farmacista divorziato di Los Angeles mentre Gabriella Silva è un'assistente di fisioterapia originaria di Barcellona, Spagna. Martin ha 27 anni, Gabriella 28 e sono utenti di dell'app Winx, una app di incontri. Una notte, entrambi escono con delle persone incontrate sull'app: Martin esce con una ragazza bionda, mentre Gabriella con un ragazzo moro. L'uscita per i due ragazzi finisce in modo diverso, infatti Gabriella fa sesso con il ragazzo, mentre Martin accudisce la ragazza che, affetta dalle conseguenze di un'eccessiva dose di un farmaco, si sente male.
Conclusi gli appuntamenti, entrambi decidono di tornare a casa e di connettersi all'app, cambiando le impostazioni di ricerca in DTF (down to fuck in inglese) e abbinandosi tra loro. Dopo essersi contattati tramite messaggi, i due decidono di incontrarsi in un bar, dove trascorrono il resto della notte a parlare e a conoscersi. Al mattino, tornano all'appartamento di Martin e fanno sesso.
Entrambi provano emozioni che non avevano mai provato nel corso di altri incontri. Gabriella così si ferma a fare colazione a casa di Martin, che cucina le uova strapazzate. Gabriella dice a priori di non gradirle, ma, quando le assaggia, le trova molto buone. Martin dice che cucinarle bene è una questione di dettagli.
Così iniziano una relazione e Gabi, diminutivo di Gabriella, va a vivere con Martin.
Visitando i genitori di Martin, Artie e Jeannie, Gabriella viene a conoscenza della malattia di Jeannie, la madre di Martin, ovvero la demenza e scopre anche, guardando alcune foto in giro per casa, che in alcune è presente l'ex moglie, Bethany, e, in altre, una ragazza sconosciuta.
Tornati a casa, Gabriella affronta Martin per non aver menzionato le condizioni di salute della madre o chi fosse la ragazza misteriosa nelle foto della sua infanzia, ma frustrato, Martin l'accusa di essere una ficcanaso e rivela di avere una sorella morta quando aveva 16 anni in un incidente. Dopo un'accesa discussione, Gabi se ne va.
Il giorno successivo tornano al proprio lavoro, dove entrambi ricevono una proposta per uscire quella sera: Gabriella va a cena, mentre Martin in discoteca con i suoi colleghi. Entrambi si tradiscono quella notte ma, la mattina dopo, si confessano e decidono di sistemare i loro problemi, andando da un consulente.
Apparentemente di comune accordo, Iniziano una relazione aperta, soddisfacendo i propri desideri e perversioni sessuali.
L'amica di Gabriella, Blake Beeson, invita la coppia ad una festa a sorpresa a casa del suo capo, Larry Bejerano. Lì, i due trascorrono la notte a flirtare con gli altri, Martin con Blake e Gabriella con Larry, uomo molto più anziano.
Continuando a soddisfare le loro idee, Gabriella propone un threesome e Martin proporrà Blake come terza persona, ma l'idea viene respinta da Gabriella a causa della loro amicizia.
Nel frattempo, Gabi inizia a frequentare maggiormente Larry e sua figlia: Durante una gita in barca Larry regala a Gabriella una collana con l'iniziale del suo nome.
Martin scopre grazie al suo amico Paul che la sua ex moglie ha recentemente avuto un figlio.
Turbato, torna a casa dei genitori per recuperare nella notte un Hard Disk con dei vecchi video amatoriali di quando era sposato, lì guarda, contatta l'ex moglie tramite mail e poi si reca in un bar dove incontra Blake. Dopo una notte di bevute, Martin rivela a Blake che Bethany ha dovuto abortire quando erano insieme e che lui ha sentimenti irrisolti per l’ex moglie. La conversazione mette Blake a disagio che se ne va. Martin torna subito a casa per raccontarlo a Gabriella che, assonnata, lo ignora dicendo che avrebbero parlato il giorno successivo.
Continua la relazione tra Gabi e Larry. Dopo una giornata trascorsa assieme, cenano, si ubriacano e poi fanno sesso.
La mattina dopo, Gabriella torna a casa da Martin, che le chiede come abbia passato la serata. Gabi dice di aver fatto sesso e ammette di aver raggiunto l'orgasmo durante il rapporto con Larry, il che disturba Martin poiché negli altri suoi rapporti sessuali con altri uomini non lo aveva mai raggiunto.
Martin è chiaramente infastidito di questa relazione di Gabi con Larry. Gabi se ne rende conto, ma non decide di troncare la relazione, anzi dedica ancora maggior tempo a Larry.
Parlando con una sua amica, Gabi viene a sapere del colloquio tra Martin e Blake e dei problemi irrisolti che ha Blake con l’ex moglie. Rimane turbata dal fatto che Martin ne ha parlato con Blake e non con lei.
Torna a casa e legge sul notebook di Martin la mail spedita a Bethany.
Al ritorno di Martin i due iniziano un'intensa litigata dove Gabriella confessa di aver trovato i messaggi privati di Martin alla sua ex moglie e lui rivela di aver trovato la collana regalata da Larry.
Nel pieno della discussione Martin dice di non gradire che Gabi passi il suo tempo a scopare con Larry. Le confessa di non aver mai voluto avere una relazione aperta e che lei gliela aveva imposta sapendo invece benissimo quanto lui l’amasse.
Gabriella, infuriata, decide di andare a vivere con Larry e sua figlia. Martin per rabbia distrugge il suo smartphone.
Mentre stanno facendo colazione, Larry dice a Gabi che tra due settimane partirà per un viaggio d'affari di due anni in giro per l'Europa, invitandola a unirsi a lui, in modo che possa incontrare la sua famiglia e visitare numerose città importanti. Gabi è dubbiosa, ma sembra propensa ad accettare.
Quando però Larry le dice di apprezzare le uova strapazzate che Gabi aveva cucinato per colazione, Gabi risponde che cucinarle bene è una questione di dettagli. Ciò le fa pensare a Martin con cui si rende conto di avere una questione irrisolta. Gli invia un messaggio chiedendogli di parlare. Martin non lo riceve non avendo più uno smartphone.
A una festa organizzata da Larry viene invitata anche Blake. Alla sua vista, Gabriella va fuori di testa. È convinta che Blake abbia avuto una relazione con Martin, o comunque possa raccontare a Martin della sua relazione con Larry.
Dice di volerla fuori dalla festa, ma Larry non acconsente e la chiama immatura.
Gabi se ne va immediatamente in un club dove flirta con altri uomini, ma in ogni viso continua a vedere Martin, di cui si rende conto di essere ancora innamorata. Continua ad inviargli messaggi, ma inutilmente. Alla fine, crolla, e torna a casa di Larry dove si fa una doccia che assume per lei un significato quasi di purificazione.
Nel frattempo, Martin si incontra con Bethany. Lei dice che è soddisfatta della sua vita e gli augura ogni bene prima che si separino amichevolmente.
Il giorno successivo, Gabriella prova a intavolare un discorso con Larry sul loro rapporto, ma lui dice di non essere interessato a quello che lei fa per soddisfare le sue perversioni. Di vedere la loro relazione come una transazione. Lui le regala collanine e le dà un posto in cui vivere e lei in cambio va a letto con lui.
Lei lo lascia. Più tardi, torna nell'appartamento di Martin dove gli chiede di riprendere la loro relazione, pur ammettendo di non meritarselo.
Martin le ribadisce di non essere mai stato a suo agio con una relazione aperta e di non volerne più sapere, ma di amarla ancora. Gabi conferma che vuole un rapporto che sia esclusivo.
I due si riconciliano e riaffermano il loro amore reciproco.

## Produzione
Il film è stato finanziato e prodotto rapidamente e girato nell'autunno 2016.

## Distribuzione
Il film venne presentato in anteprima mondiale al Sundance Film Festival il 25 gennaio 2017. Poco dopo, Netflix ha acquisito i diritti di distribuzione SVOD in tutto il mondo per il film ed è stato rilasciato il 3 novembre 2017.

## Accoglienza

### Critica
Su Rotten Tomatoes il film ha ottenuto un indice di gradimento del 69% basato sulle recensioni di 16 critici, con una valutazione media di 6,63/10. Su Metacritic, il film ha un punteggio di 50 su 100, sulla base delle recensioni di 8 critici, indicando "recensioni contrastanti o nella media". John DeFore di The Hollywood Reporter ha scritto: "Come uno sguardo comprensivo a due simpatici amanti che non sanno cosa è bene per loro, è abbastanza per darci un interesse radicato, anche se facciamo il tifo per i due protagonisti per accettare le conseguenze dei loro errori e andare avanti." Owen Gleiberman di Variety ha scritto: "Il problema con Newness - e il motivo per cui è girato in modo così clinico vérité - è che si tratta di un film di tesi, inebriante e ambizioso ma eccessivamente congegnato".